# Климово (Вышгородская волость)
Климово (латыш. Kļimava) — деревня в России, в Вышгородской волости Пыталовского района Псковской области.
Деревня расположена в 10 км к востоку от города Пыталово и к северу от волостного центра, села Вышгородок.
C 1920 до 1944 год входила в состав Яунлатгальского (Абренского) уезда Латвии.

## Население
Численность населения составляет 41 житель (2000 год).